# Eugen Wratislaw von Mitrowitz

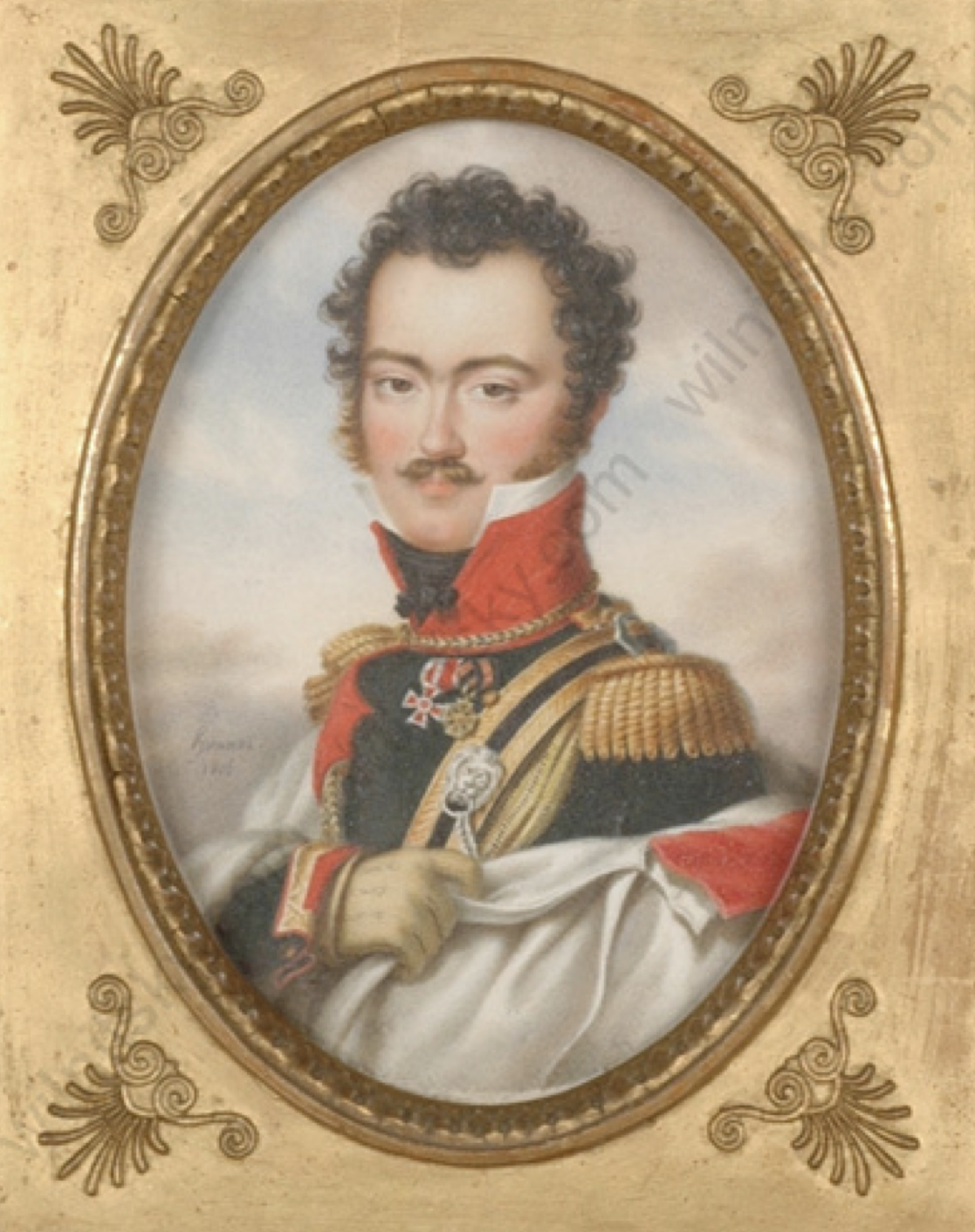
Graf Eugen Wratislaw von Mitrowitz, Miniaturporträt von Carl Hummel (1816)

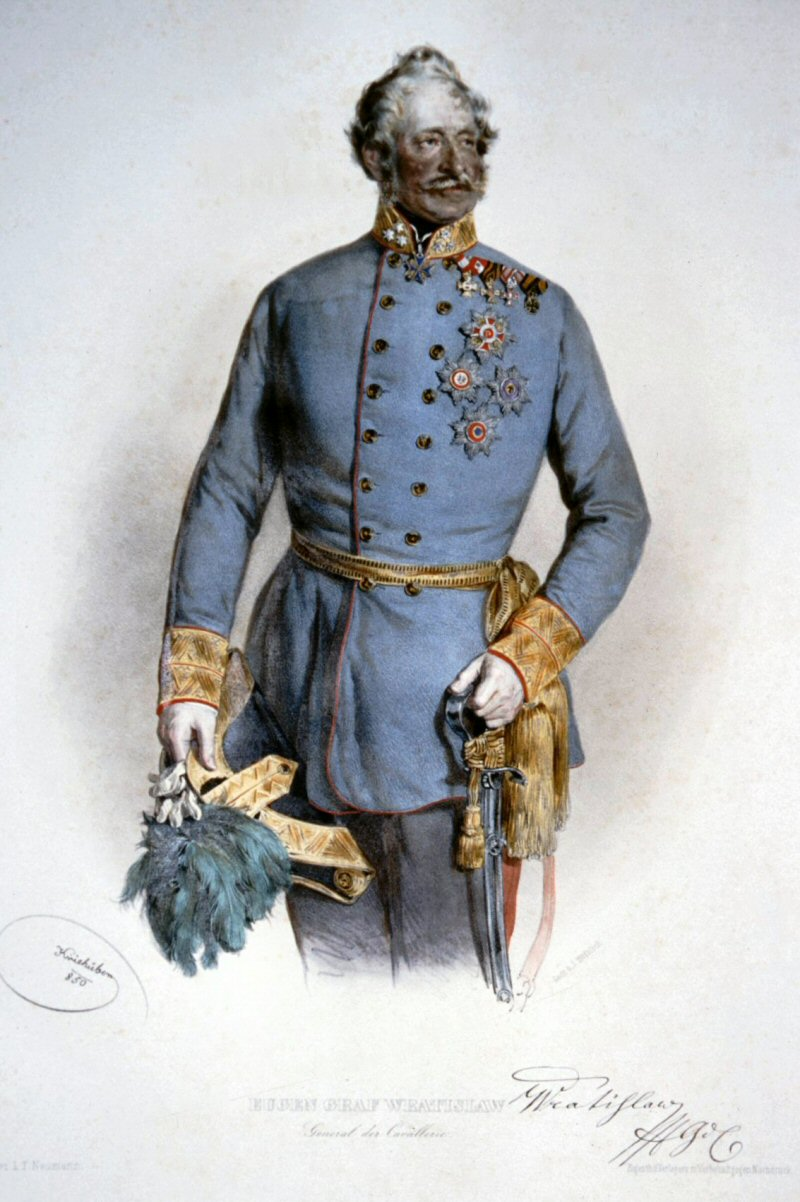
Graf Eugen Wratislaw, Lithographie von Joseph Kriehuber (1850)

Graf Eugen Wratislaw von Mitrowitz-Nettolitzky (* 8. Juli 1786 in Wischopol [Vlčí Pole], Böhmen; † 14. Februar 1867 in Wien) war kaiserlich österreichischer Feldmarschallleutnant und 1864–1867 Generalfeldmarschall.

## Biografie

### Herkunft
Graf Eugen Wratislaw-Netolitzky von Mitrowitz, Schönfeld und Netolice war Oberst-Erblandküchenmeister im Königreich Böhmen und Herr auf Milicziowes (Bezirk Neubydzow). Er ist der Enkel des Franz Wenzel Graf Wratislaw von Mitrowitz (aus dem Hause Kost), auf Wsseradicz und Swinarz († 10. Juli 1779) verehelicht 1754 mit Theresia, Tochter des Wenzel Kasimir Graf Netolitzky von Eisenberg (Freiherr 1741 und Graf 1759) auf Lochowitz und Kost, Kreishauptmann des Bechiner Kreises und Burggraf von Königgrätz, dann bis 1759 (letzter) Königlich-böhmischer Hofkammerpräsident, Oberstlandhofrichter und Generalkriegskommissär (1700–1760), verehelicht 1729 mit Regina de Saint-Martin († nach 1759).
Seine Eltern waren der Graf Anton Wenzel Wratislaw-Netolitzky auf Burg Kost (* 6. April 1756, † 17. Februar 1791) und dessen Ehefrau die Gräfin Eleonore Wrbna von Freudenthal († 20. Juli 1827). Seine Schwestern waren:
- Elisabeth (* 1783) ⚭ 1838 Graf Joachim Heinrich von Woracziczky, Freiherr von Pabienicz († 1838);
- Apollonia (* 20. März 1785; † 27. April 1853) ⚭ 1803 Freiherr Karl Wilhelm von Scheibler (1772–1843), k.k. Feldmarschalleutnant und Festungskommandant von Josefstadt[1]

### Laufbahn
Eugen trat 18-jährig am 1. August 1804 bei den Merveldt-Ulanen in die kaiserliche Armee ein. 1805 wurde er Oberleutnant und erhielt seine Feuertaufe im Treffen bei Günzburg. Im Jahr 1809 zum Rittmeister im 3. Ulanen-Regiment befördert, bewährte er sich unter seinem Brigadekommandanten Josef Wenzel Radetzky von Radetz im Treffen von Landshut und Siegburg. Nach der Teilnahme an der Schlacht bei Wagram (1809) und Leipzig wurde er im Dezember 1813 zum Major befördert. Im Feldzug von 1814 zeichnete er sich als Reiterführer der Erzherzog Ferdinand-Husaren besonders in der Schlacht bei Fère-Champenoise aus.
1816 wurde Wratislaw von Mitrowitz-Netolitzky 1816 zum Oberstleutnant und Kommandant des 4. Ulanenregiments befördert.
Im Januar 1820 wurde er zum Oberst und am 23. Mai 1830 zum Generalmajor befördert. 1835 wurde er in den Hofkriegsrat berufen, am 15. Juli 1836 zum Feldmarschallleutnant befördert und zum zweiten Inhaber des Kürassierregiments Nr. 1 ernannt. 1840 wurde er Erster Generaladjutant des Kaisers und Königs Ferdinand I. (Österreich), Geheimrat und 1847 als Ritter des Ordens vom goldenen Vlies ausgezeichnet.
Im März 1848 während der Revolution in Mailand wurde er unter Feldmarschall Radetzky Kommandant des I. Korps in der Lombardei. Nach dem Rückzug zum Mincio führte seine Brigade Wohlgemuth am 8. April das Rückzugsgefecht bei Goito.
Am 6. Mai erstürmten seine Truppen das Dorf Santa Lucia, am 29. Mai stand er vor Curtatone und Montanara, am 30. Mai unterlag er in der Schlacht von Goito gegen eine sardische Übermacht. Schon am 10. Juni siegten seine Truppen in der Schlacht von Vicenza, in den Gefechten von Sona und Sommacampagna am 23. und 24. Juli, sowie am 25. Juli in der Schlacht bei Custozza. Am 6. August war der Wiedereinzug in Mailand erreicht. Im November 1848 erhielt er das Ritterkreuz des Maria Theresien-Ordens, kurz darauf das Großkreuz des Leopoldordens.
Am 13. März 1849 wurde Wratislaw-Netonitzky zum General der Kavallerie befördert, sein Korps bewährte sich am 21. und 22. März in den Gefechten bei Borgo, Gambolo und Vigevano, konnte aber nicht mehr in der Schlacht von Novara eingreifen. Nach der Heeresumorganisation wurde er Kommandant der neugebildeten 1. Armee mit dem Hauptquartier in Wien. Am 10. September 1854 wurde er kaiserlicher Feldmarschall und Hauptmann der Arcièren-Leibgarde sowie erblicher Reichsrat. 1855 wurde er Kanzler des Militär-Maria-Theresien-Ordens.
Er verstarb 1867 unverehelicht als letzter Namensträger des 1. Astes der Linie Kost der böhmischen Uradelfamilie Wratislaw von Mitrowitz.
Er war letzter Inhaber der Allodialherrschaft Dornau, bevor die Herrschaft nach den Reformen 1848/1849 aufgelöst wurde.